# Betaflight
Betaflight est un logiciel libre, sous licence GPLv3 de contrôle de drone quadrirotor, de course et de freestyle avec pilotage en immersion (ou FPV). Il s'agit d'un fork par le néerlandais Boris B.,(également surnommé borisbstyle), de Cleanflight, créé par Dominic Clifton/Hydra, lui-même basé sur BaseFlight de Timecop. C'est probablement le firmware qui est embarqué sur le plus de contrôleurs de vol.
Il est conçu pour fonctionner sur des cartes comportant un SoC STM32 F7, F4, F3 et F1 de STMicroelectronics,.
Il existe également un autre fork appelé EmuFlight, dont l'objectif annoncé est de « s'orienter vers les performances de vol, un filtrage innovant et des fonctionnalités récentes ». Celui-ci ne fonctionne que sur les STM32 F4 et F7.

## Fonctionnalités
Ce logiciel comporte une CLI pour les réglages.
Un logiciel de configuration appelé betaflight-configurator est disponible pour Linux, Mac et Windows, sorti vers 2016 il remplace définitivement, depuis fin 2017, un plugin de configuration qui dépendait du navigateur web Google Chrome jusqu'à ce que celui-ci change sa politique de plugin.
Il est possible de régler, depuis la version 4.2, sortie en mai 2020, la réactivité du drone, via le « Feed Forward », entre mode course, vol libre, cinématique et des intermédiaires. Elle permet également de compenser la baisse de tension de la batterie, lors de la décharge de celle-ci, pour conserver la même réactivité, si désiré.